# Sumartin

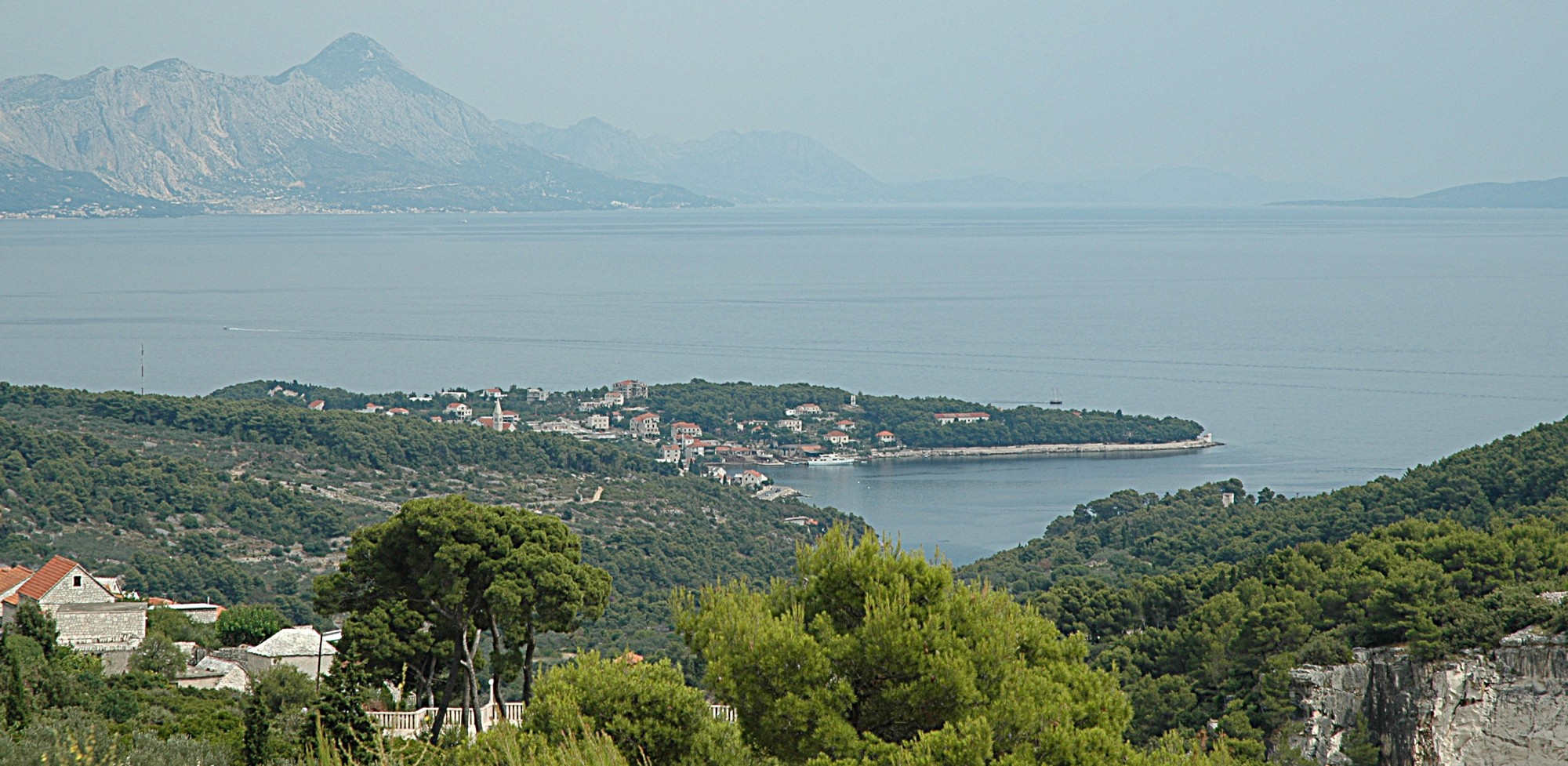
Blick auf Sumartin

Sumartin ist ein Ort an der Ostküste der kroatischen Insel Brač mit etwa 477 (Volkszählung 2021) Einwohnern. Der Ort gehört zur Gemeinde Selca. 

## Geschichte
Gegründet wurde der Ort im 17. Jahrhundert von vor den Türken Geflüchteten aus Bosnien. Am 11. November 1646 benannten sie ihn nach dem heiligen Martin. Die im 20. Jahrhundert erbaute Sankt-Martins-Kirche ist ein berühmtes Gebäude des Dorfes.

## Infrastruktur
Eine Autofähre fährt von Sumartin nach Makarska.  Viele Familien vom Festland besitzen Ferienhäuser in Sumartin und verbringen den Sommer dort. Die alljährlichen Wasserballturniere auf der Riva sind ein Sommerevent für die Bewohner des Dorfes. Die jungen Männer aus dem Dorf spielen ein Turnier mit vier Mannschaften aus vier verschiedenen Dorfteilen, zweimal jeder gegen jeden.

## Persönlichkeiten
- Petar Skansi (1943–2022), jugoslawischer Basketballspieler und -trainer